# New World (альбом)
New World — дебютный сольный студийный альбом Лаури Юлёнена, солиста финской рок-группы The Rasmus, выпущен 30 марта 2011 года. Диск содержит песни Лаури, которые не вписываются в стиль The Rasmus.

## Синглы
Первый сингл «Heavy» был выпущен 23 февраля 2011 года. Клип на песню «Heavy» был показан 28 февраля. Первое выступление Лаури с этой песней состоялось 26 февраля 2011 года на премии Emma Gaala 2011.

## Список композиций
Песни 2-7 написаны Лаури Юлёненом и Паули Рантасалми; песни 1, 8-10 Лаури Юлёненом
| №                   | Название                     | Длительность |
| ------------------- | ---------------------------- | ------------ |
| 1.                  | «Disco-Nnect»                | 3:39         |
| 2.                  | «Heavy»                      | 4:02         |
| 3.                  | «Have A Little Mercy»        | 3:54         |
| 4.                  | «Hello»                      | 3:42         |
| 5.                  | «In The City»                | 3:56         |
| 6.                  | «You Don’t Remember My Name» | 3:24         |
| 7.                  | «Because Of You»             | 3:58         |
| 8.                  | «What Are You Waiting For?»  | 4:48         |
| 9.                  | «Got You On My Mind»         | 4:22         |
| 10.                 | «New World»                  | 4:41         |
| Общая длительность: | Общая длительность:          | 40:35        |

## Клипы
- Heavy
- In The City

## Чарты
| Чарт (2011)            | Верхняя строчка |
| ---------------------- | --------------- |
| Финский альбомный чарт | 2               |